# Kheiron
Manouchehr Tabib (Teherán, Irán, 21 de noviembre de 1982), más conocido como Kheiron, es un humorista, actor y director de cine francés de origen iraní. Es conocido por ser el director y protagonista de la película Nous trois ou rien (2015), que fue nominada al César a la mejor ópera prima. Su siguiente película, Mauvaises herbes (2018), se estrenó internacionalmente en Netflix.

## Filmografía

### Televisión
- 2011-2012 : Bref, serie de televisión de Kyan Khojandi y Bruno Muschio - Kheiron (12 episodios)
- 2013 : Enfin te voilà !, serie de televisión (episodio 1)

### Cine
- 2013 : Les Gamins, de Anthony Marciano - Reza Sadeki
- 2015 : Nous trois ou rien, de Kheiron - Hibat Tabib (director y guionista)[4]
- 2018 : Mauvaises herbes, de Kheiron (director y guionista)
- 2020 : Brutus vs César, de Kheiron (director y guionista)
- 2020 : Boutchou, de Adrien Piquet-Gauthier (guionista y productor ejecutivo)